# フレデリック・キャザーウッド
フレデリック・キャザーウッド（Frederick Catherwood、1799年2月27日 - 1854年9月27日）は、イギリスの画家、建築家、探検家。ジョン・ロイド・スティーヴンズとともに中央アメリカとメキシコの古代マヤ遺跡を訪れ、緻密な絵を残したことで知られる。

## 生涯

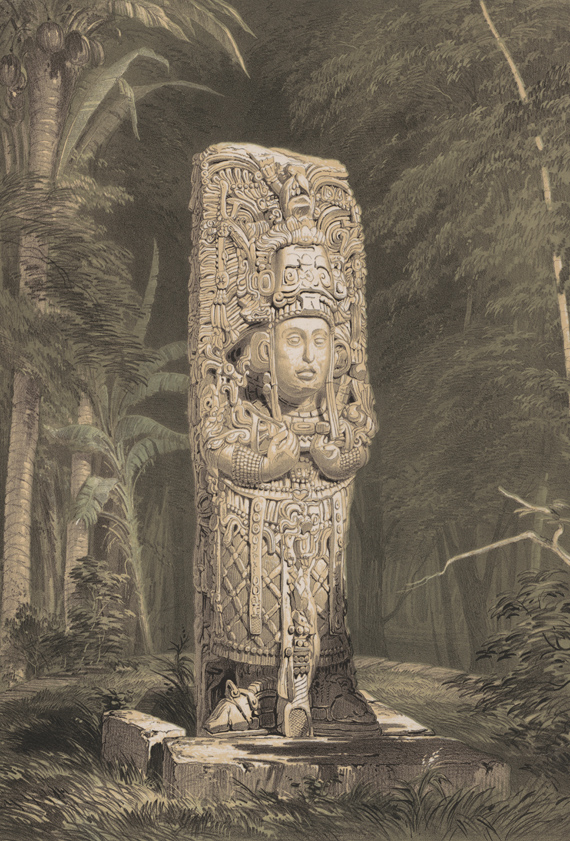
コパン石碑Hのリトグラフ

キャザーウッドは今のロンドンのハックニー区で生まれ、1815年から1820年まで建築家の見習いになった。
1821年からイタリア、ギリシア、中東とエジプトなどを旅行して遺跡をスケッチし、地図を作成した。1833年にはエジプトの軍人に変装してエルサレムの岩のドームにはじめて入り、6週間かけて計測した。帰国後、ロバート・バーフォードがキャザーウッドのスケッチをもとにパノラマを作成して展示した。
1836年、エルサレムのパノラマ展示の場でキャザーウッドはアメリカ合衆国の探検家ジョン・ロイド・スティーヴンズに会い、中央アメリカをふたりで探検することを決めた。同年、キャザーウッドはニューヨークに移住した。ニューヨークでのパノラマ展示は大成功した。
1839年から翌年にかけて、スティーヴンズとキャザーウッドはコパン、キリグア、パレンケ、ウシュマルなどのマヤ遺跡を訪れた。当時、写真はまだ充分に発達していなかったが、キャザーウッドは画像を紙の上に投影するカメラ・ルシダを使用して、こみいったマヤの遺物を正確に描画した。キャザーウッドの銅版による挿絵を載せた旅行記は1841年に出版され、ベストセラーになった。1841年から翌年にかけて再びスティーヴンズとともにユカタン半島各地の遺跡を訪れた。
1842年の火災によって、パノラマ、キャザーウッドが描いた多数の原画、収集したマヤ遺物などが失われた。それでも1843年には新しい旅行記を出版している。
1844年にキャザーウッドは単独でリトグラフ印刷による25ページのカラー画集『Views of Ancient Monuments in Central America, Chiapas, and Yucatan』を出版した。キャザーウッドの絵は建物の前に人物やジャガーを描いたりするなど、おそらく芸術的配慮によって想像で追加された部分があったが、遺物そのものの描写は正確であり、後の修復の参考資料として重要な役割を果たした。
1849年にカリフォルニア・ゴールドラッシュが始まると、キャザーウッドはサンフランシスコで坑夫のための道具を売る店を開いた。
1852年にスティーヴンズが病死した後、キャザーウッドは1841年にスティーヴンズと共著で出版した著書を改訂し、1854年に1巻本として出版した。同年、ロンドンからニューヨークへの船旅の途上、乗っていた蒸気船アークティック号の衝突事故によって死亡した。